# هانس ربانه
هانس ربانه (استونیایی: Hans Rebane؛ زاده ۲۴ دسامبر ۱۸۸۲ – درگذشته ۱۶ دسامبر ۱۹۶۱) روزنامه‌نگار، دیپلمات و سیاست‌مدار اهل استونی بود. وی از سال ۱۹۲۷ تا ۱۹۲۸ وزیر امور خارجه استونی بوده‌است.